# I. Ruszudani grúz királynő
I. Ruszudani (1195 – Tbiliszi, 1245) vagy Ruszudan, grúzul: რუსუდანი. Grúzia királynője. Uralkodott 1223-tól 1245-ig. A Bagrationi-dinasztia tagja.

## Élete
I. Tamar grúz királynő és Dávid Szoszláni lánya. Bátyja, IV. György grúz király halála után foglalta el a trónt 1223-ban, miután annak fia, Dávid Bagrationi nem törvényes házasságból született, és ez elvileg kizárta őt a trónöröklésből, de ennek ellenére sem mindenki értett egyet egy újabb nőuralommal. A mongol fenyegetés miatt Ruszudani egy szeldzsuk herceghez, a Grúz Királyságnak hűbéres Erzurum emírjének, Togril Sahnak a fiához ment feleségül 1224-ben, akit egyes források szerint Muhammad Mugith-ud-Din Turkán Sahnak vagy csak a címe alapján Gijász ad-Dinnak hívtak, Férje a házasságával áttért a keresztény hitre. Dumin–Grebelsky (1996) szerint a Demeter nevet kapta a keresztségben. A Szeldzsuk-dinasztia 1292-ig uralkodott Grúziában, de Imeretiben egészen a XV. századig fennmaradtak, mikor átadták a helyüket az eredeti uralkodóháznak, a Bagrationi-dinasztiának, mely női ágon a Szeldzsuk-ház folytatója volt. Az ő uralkodása alatt szállták meg az országot a mongolok, és foglalták el Tbiliszit 1236. március 9-én. A királynő ezért a nyugat-grúziai Kutaiszibe helyezte át a székhelyét.

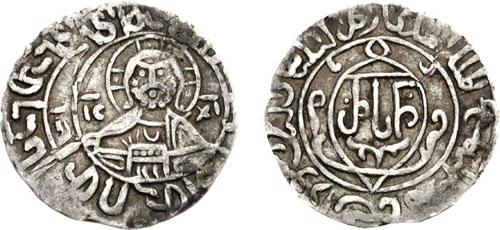
Ruszudani királynő pénzérméje, 1230.

Fiát, Dávid Narint 1230-ban királlyá koronáztatta Kutaisziben. Unokaöccsét, Dávid Ulut, akit ellenfelei fel akarták léptetni a királynő ellen, vejéhez, II. Kajhuszrau rúmi szultánhoz küldte, és meghagyta neki, hogy erős őrizet alatt tartsa. A mongolok, hogy megkülönböztessék a két, azonos nevű, kis grúz herceget, Ruszudani fiának a Narin melléknevet adták, melynek jelentése: okos, míg elhunyt bátyja fiát az Ulu megkülönböztető névvel illették, melynek jelentése: nagy. Ruszudani fiát a mongol nagykán, Ögödej udvarába küldte túszként, ahol nagyon jól bántak vele, de a királynő halálát állítólag a fia iránti aggódás okozta. Gelatiban, a Szent György Székesegyházban van eltemetve.
Halála után mind a fia, mind pedig az unokaöccse egyszerre uralkodott mongol fennhatóság alatt. Utódai később Nyugat-Grúziát uralták csak, Imereti Királyság királyaiként egészen 1810-ig, a királyságnak az Orosz Birodalomba való bekebelezéséig.

## Gyermekei
- Férje, Muhammad Mugith-ud-Din Turkán Sah/Gijász ad-Din (Demeter) erzurumi szeldzsuk hercegtől, 2 gyermek:
  - Dávid (1225 körül–1293), VI. Dávid (Narin) néven 1245-től Grúzia királya, felesége Palaiologosz Teodóra bizánci császári hercegnő, 4 fiú, többek közt:
    - II. Vahtang grúz király (–1292), felesége Oldzsát Hatun, Abáká perzsa ilhán lánya

  - Tamar (Gürcü Hatun) (1228 körül–1286 körül), férje II. Kajhuszrau rúmi szultán (–1246), 1 fiú és 1 lány, többek között:
    - II. Kajkubád rúmi szultán (1239/40–1257)

### Szakirodalom
- Dumin, Stanislav & Petr Grebelsky: The Families of the Nobility of the Russian Empire, Third Volume, Princes, Moszkva, Likominvest, 1996
- Tardy Lajos: Kaukázusi magyar tükör. Magyarok, grúzok, cserkeszek a kezdetektől 1848-ig, Akadémiai Kiadó, Budapest, 1988
- Toumanoff, Cyrille: Les Dynasties de la Caucasie Chrétienne de l'Antiquité jusqu'au XIXe siècle. Tables généalogiques et chronologiques, Roma, 1990

### Szépirodalom
- Abasidze, Grigol: A koronás csábító, Európa Könyvkiadó, Budapest, 1986.

## Nyelvészeti szakirodalom
- Aronson, Howard: Georgian: A Reading Grammar, Columbus, Ohio, Slavica, 1982. (Grúz nyelvtan a grúz történelemre és kultúrára épülő szövegeken keresztül)